# Конституция Сербии 1835 года

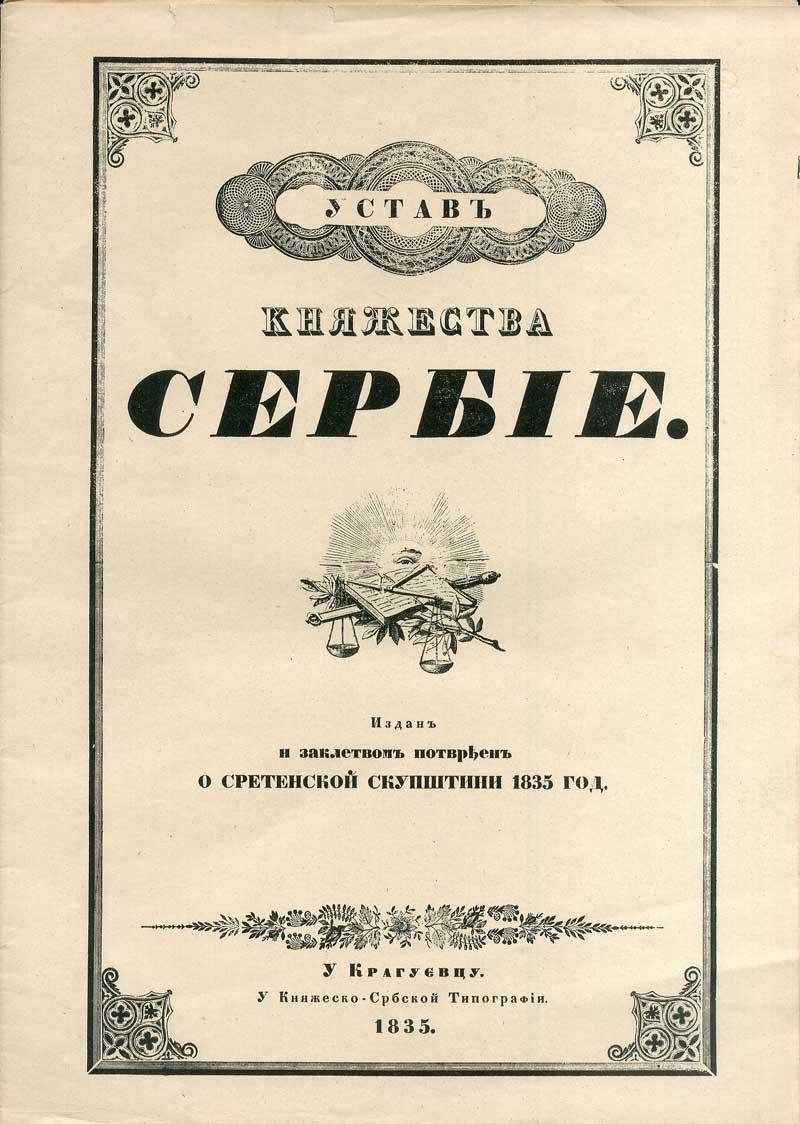

«Органический устав», «Сретенский устав» (серб. Сретењски устав) — конституция Сербского княжества, действовавшая в 1835 году.

## Предпосылки принятия конституции
Первым признаком политической автономии сербов стало дозволение на ношение оружия и формирование сербской милиции, которую османская администрация обязала нести пограничную стражу на границе с Австро-Венгрией. Вторым шагом к формированию государственности стали выборы единого главы сербской автономии. В ноябре 1817 года окружные кнезы, митрополит и несколько архимандритов торжественно провозгласили бывшего пастуха, затем крупного скототорговца и участника антитурецких восстаний 1804—1813 и 1815 годов Милоша Теодоровича, а ныне кнеза Рудницкого, Пожежского и Крагуевацкого (юго-запад Сербии) округов Милоша Обреновича I верховным наследственным кнезом (князем) Сербии. С этого момента Сербия стала фактически самостоятельным, но формально вассальным Турции государством.
В 1820 году Сиятельная Порта признала Милоша верховным кнезом с полномочиями сбора турецких податей в Сербии. Более того, несмотря на формальный запрет Турции, кнез фактически сохранил начальство над вооруженными силами страны. В 1827 году власть Милоша была подтверждена народным собранием — скупщиной.
В 1830 году под давлением России султан издал хатти-шериф, которым Милош вновь утверждался князем с наследственной властью, отдельные подати в пользу султана были отменены и заменены общей определённою данью, признавалась свобода богослужения, сербам даровалось право избирать епископов и митрополитов из своей среды, чем обеспечена независимость сербской церкви от константинопольского патриарха. На основании хатти-шерифа 1830 года кнез должен был управлять страной, совещаясь со старейшинами народа (скупщиной). Однако скупщину Милош созывал лишь несколько раз, когда она была нужна ему для собственных целей. Сенат также не созывался. Власть окружных кнезов сохранялась, но Милош упорно стремился сузить её насколько возможно, заменяя её властью назначаемых им чиновников. В окружных судах первоначально власть принадлежала кнезам, но Милош постепенно вытеснил их оттуда.
Таким образом, на первоначальном этапе формирования сербской государственности (1817—1835 годы) видна система государственно-правовых институтов, закрепленная турецкими правовыми актами, прежде всего, хатти-шерифом 1830 года. Во главе государственной системы находился верховный кнез — наследственный монарх, утверждавшийся бератом турецкого султана (актом, вводящим в должность кнеза Сербии, подобно ясаку хана Золотой Орды на Руси). Власть кнеза формально ограничивалась совещательными органами, скупщиной и сенатом, однако порядок их формирования и работы, а также объём их полномочий ничем не регулировались, в результате чего их функционирование полностью зависело от воли монарха. На этом этапе очевидно стремление кнеза к концентрации исполнительных, военных, судебных и законодательных полномочий в своих руках, а также бесконтрольное распоряжение кнезом государственными финансами.

## Принятие и отмена конституции

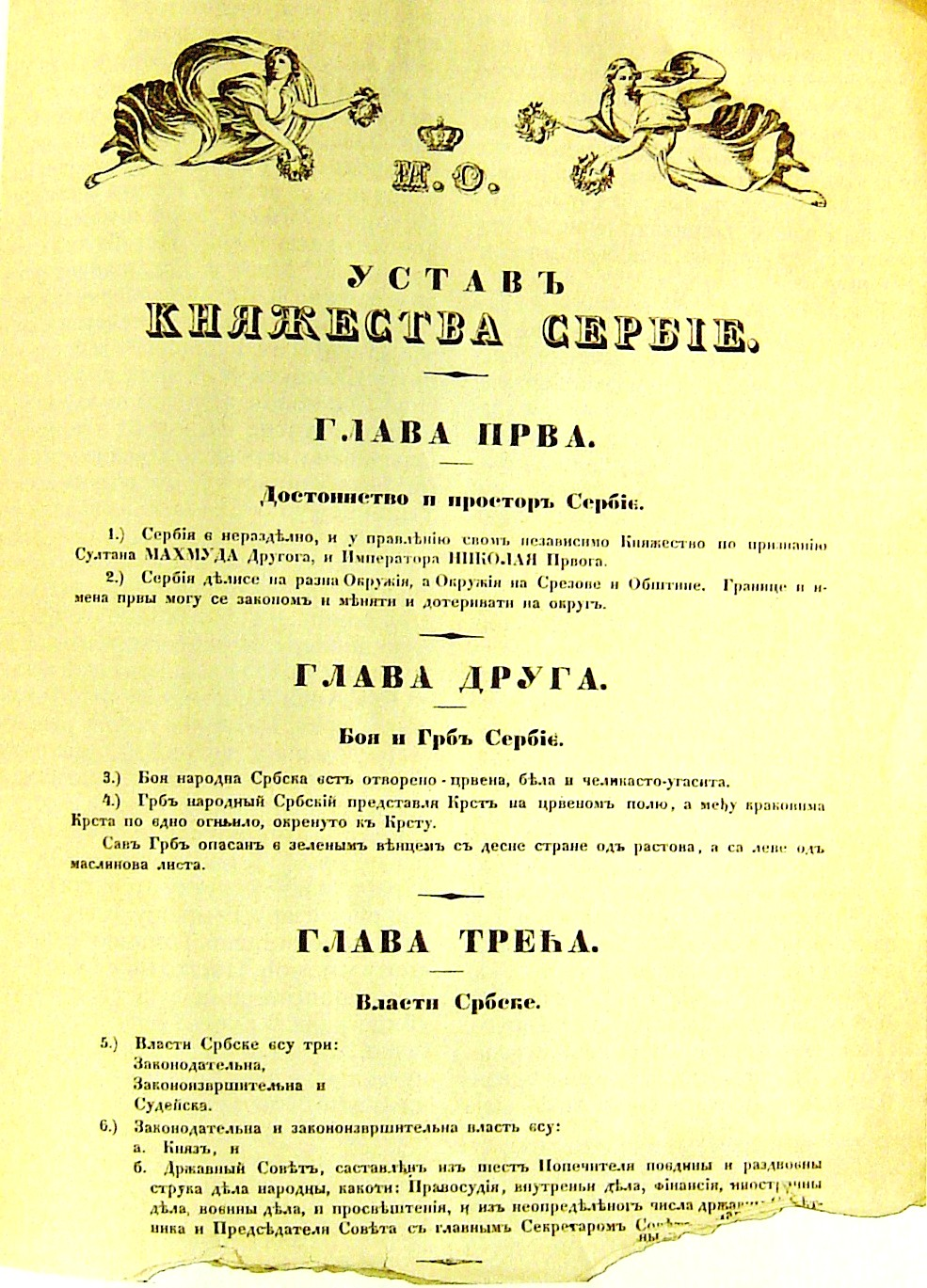

Раннеконституционный этап формирования сербской государственности начинается в 1835 году, когда в результате восстания и под давлением политической группировки уставобранителей (серб.-хорв. — «защитники конституции») кнез Милош созвал скупщину, которая 2 (14) февраля 1835 года приняла разработанную секретарём кнеза Д. Давидовичем по образцу, главным образом, французской конституции, первую сербскую конституцию — «Органический устав». Поскольку по церковному календарю на этот день приходился праздник Сретение, конституция получила неофициальное название «Сретенский устав».
Устав состоял из 14 глав и 142 статей. В соответствии с конституцией, система органов государственной власти помимо кнеза состояла из Народной скупщины (100 депутатов), которая должна была созываться ежегодно, Государственного совета (сената) из 17 членов, пожизненно назначаемых кнезом на должность, и министерства из 6 членов, назначаемых также же монархом, но ответственных перед сенатом. Законопроекты вносились как самим кнезом, так и Госсоветом, но кнез мог дважды налагать вето на один и тот же закон, принятый скупщиной. В Сретенский устав были включены многие постановления, гарантировавшие права личности (свобода всех несвободных до этого момента сербов, равенство перед законом, неприкосновенность личности и имущества, равенство религий перед законом, независимость судов, всенародная собственность на «богатства земли» и др.). Несмотря на то, что изменять конституцию мог только парламент, уже 17 марта 1835 года Устав был отменен князем Милошем.